# Timotej Dodlek
‎
Timotej Dodlek, slovenski nogometaš, * 23. november 1989, Maribor.

## Klubska kariera
Bil je član mariborske nogometne šole in se prek te prebil v člansko moštvo. Poleti 2007 je podpisal prvo profesionalno pogodbo. V članskem moštvu je debitiral 30. septembra 2007. 

## Reprezentančna kariera
Dodlek je bil član slovenske reprezentance do 18 let.